# Grań Rosochy

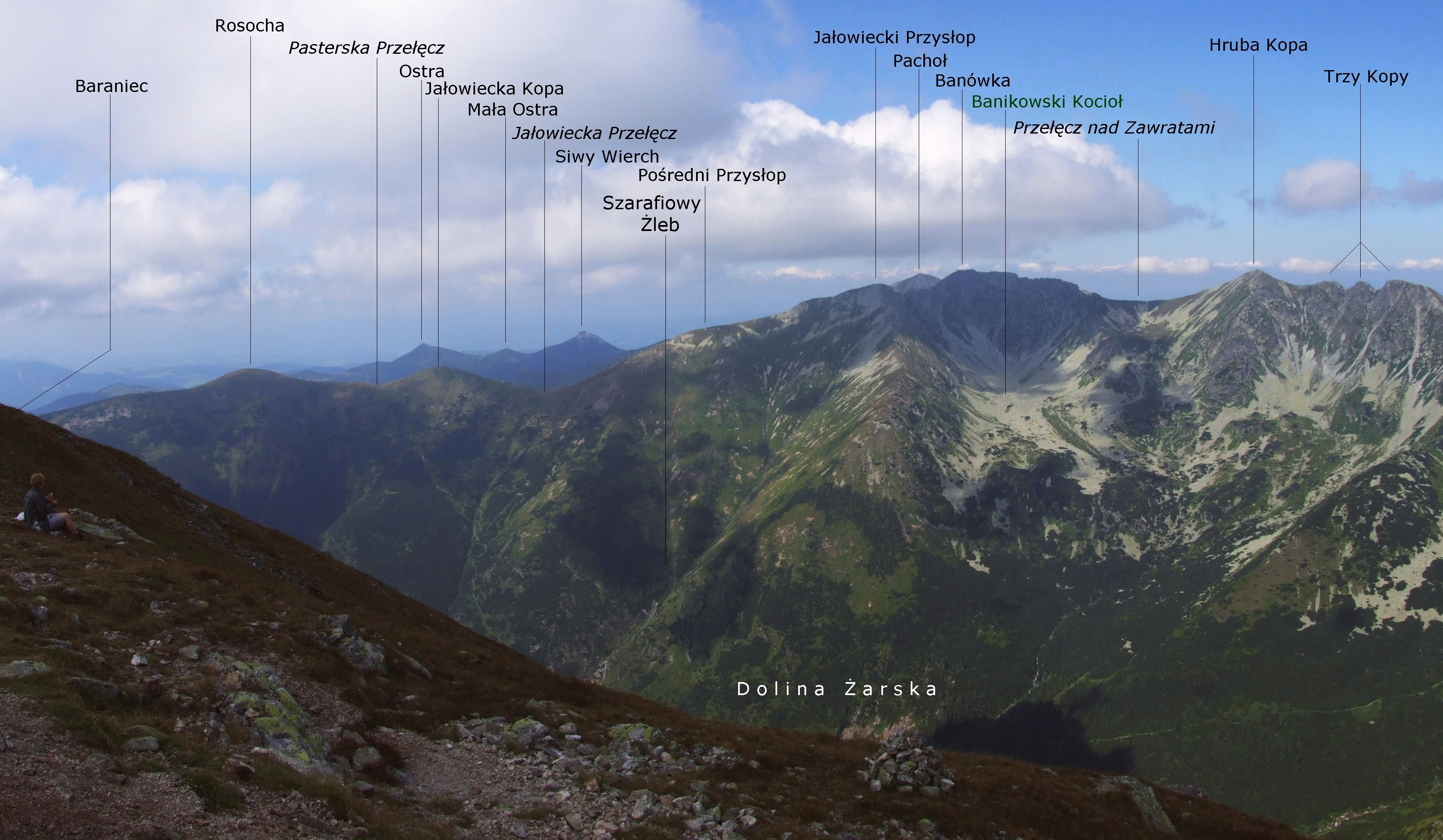
Opisana grań Rosochy

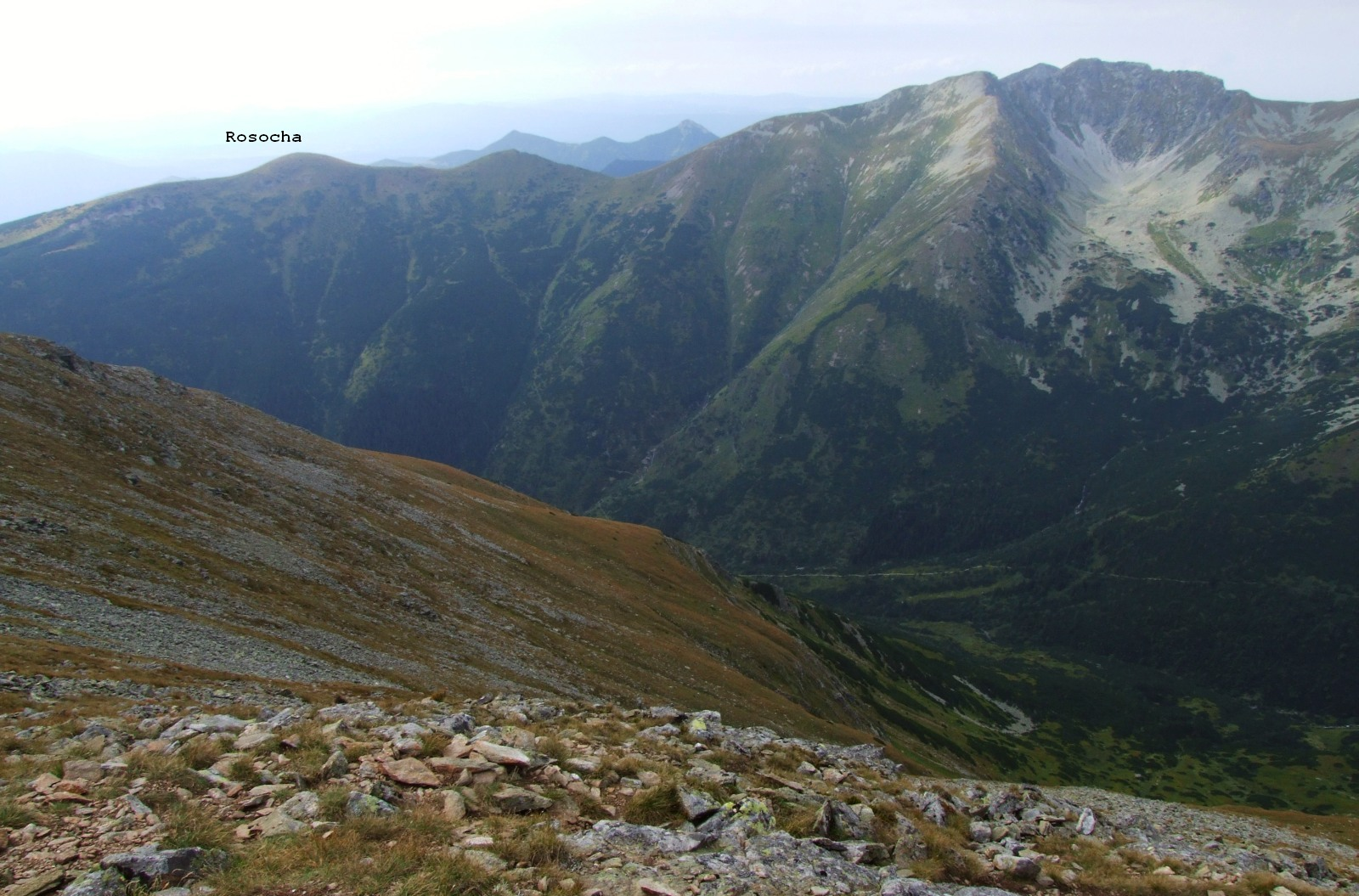
Grań Rosochy, widok ze Smreka

Grań Rosochy – boczna grań w słowackich Tatrach Zachodnich. Oddziela ona Dolinę Żarską od Doliny Jałowieckiej. Odgałęzia się od grani głównej na szczycie Banówki i biegnie w południowym kierunku. Kolejno wyróżniają się w niej (w kierunku od północy na południe):
- Jałowiecki Przysłop (2142 m),
- Pośredni Przysłop,
- Jałowiecka Przełęcz (1858 m),
- Jałowiecka Kopa (1938 m),
- Pasterska Przełęcz,
- Rosocha (1947 m).

Znajdujący się na końcu tej grani masyw Rosochy jest rozczłonkowany na wiele grzbietów. Bezpośrednio od wierzchołka Rosochy odchodzą 2 boczne grzbiety:
- zachodni grzbiet do Trnaca. Od Trnaca w południowo-zachodnim kierunku zbiega grzbiet Rokitowca,
- krótki, południowy grzbiet Szerokiej. Rozgałęzia się on na 3 boczne grzbiety:
  - południowo-zachodni grzbiet Zajęczyńca, w dolnej części ostro skręcający na południowy wschód,
  - drugi południowo-zachodni grzbiet poprzez Trzciański Groń i Smrekowiec zbiegający nad doliny,
  - południowo-wschodni grzbiet opadający do Doliny Żarskiej.

## Szlaki turystyczne
– zielony od Schroniska Żarskiego, obok Symbolicznego Cmentarza Ofiar Tatr Zachodnich, przez Jałowiecką Przełęcz i Jałowiecki Przysłop na Banówkę. Czas przejścia: 3:10 h, ↓ 2:30 h.